# Villers-au-Flos
Villers-au-Flos är en kommun i departementet Pas-de-Calais i regionen Hauts-de-France i norra Frankrike. Kommunen ligger i kantonen Bapaume som tillhör arrondissementet Arras. År 2022 hade Villers-au-Flos 243 invånare.

## Befolkningsutveckling
Antalet invånare i kommunen Villers-au-Flos
| Referens: INSEE |